# Veli Iž
Veli Iž est un village de la municipalité de Zadar (Comitat de Zadar) en Croatie. Au recensement de 2011, la ville comptait 400 habitants.